# Пустинь (Косіхинський район)
Пусти́нь (рос. Пустынь) — село у складі Косіхинського району Алтайського краю, Росія. Входить до складу Косіхинської сільської ради.

## Населення
Населення — 261 особа (2010; 324 у 2002).
Національний склад (станом на 2002 рік):
- росіяни — 97 %